# 弗朗西斯科·德·米蘭達

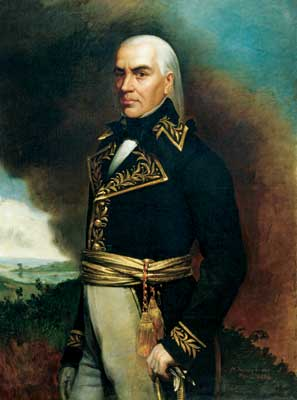
弗朗西斯科·德米兰达

塞瓦斯蒂安·弗朗西斯科·德·米兰达·罗德里格斯·德·埃斯皮诺萨（西班牙語：Sebastián Francisco de Miranda y Rodríguez de Espinoza；1750年—1816年），一般简称为弗朗西斯科·德米兰达（Francisco de Miranda），委内瑞拉军事领导人、革命家。虽然他的西属美洲独立计划没有成功，但是他被认为是西蒙·玻利瓦尔革命的先驱者。
米兰达于1750年出生于加拉加斯的富商家庭，祖先来自加那利群岛。1771年，前往西班牙参军，1780年随军参加美国独立战争。1784年前往欧洲，游历各国为美洲革命寻求援助未果。1792年参加法国大革命。1806年起，米兰达组织革命军在委内瑞拉多地发起革命，1806年8月占领科罗，但革命最终失败，米兰达流亡伦敦。1810年4月，委内瑞拉再度爆发革命，米兰达和发动革命的玻利瓦尔等人会面，并受邀返回委内瑞拉领导革命军，授予中将军衔。7月，委内瑞拉执政府宣布委内瑞拉独立。1812年，新生的委内瑞拉共和国不敌西班牙殖民军，被迫投降，米兰达被捕入狱，1813年被押解至加的斯。1816年7月14日于狱中去世，葬于万人冢中。